# Matthew Wells
Matthew Ward Wells (Bradford, 14 de septiembre de 1979) es un deportista británico que compitió en remo.
Participó en cuatro Juegos Olímpicos de Verano, entre los años 2000 y 2012, obteniendo una medalla de bronce en Pekín 2008, en la prueba de doble scull, y el quinto lugar en Londres 2012, en cuatro scull.
Ganó dos medallas en el Campeonato Mundial de Remo, en los años 2006 y 2010.

## Palmarés internacional
| Juegos Olímpicos   | Juegos Olímpicos          | Juegos Olímpicos  | Juegos Olímpicos |
| Año                | Lugar                     | Medalla           | Prueba           |
| ------------------ | ------------------------- | ----------------- | ---------------- |
| 2008               | Pekín (China)             | Medalla de bronce | Doble scull      |
| Campeonato Mundial |                           |                   |                  |
| Año                | Lugar                     | Medalla           | Prueba           |
| 2006               | Eton (Reino Unido)        | Medalla de bronce | Doble scull      |
| 2010               | Cambridge (Nueva Zelanda) | Medalla de plata  | Doble scull      |